# Mezquita de Larabanga

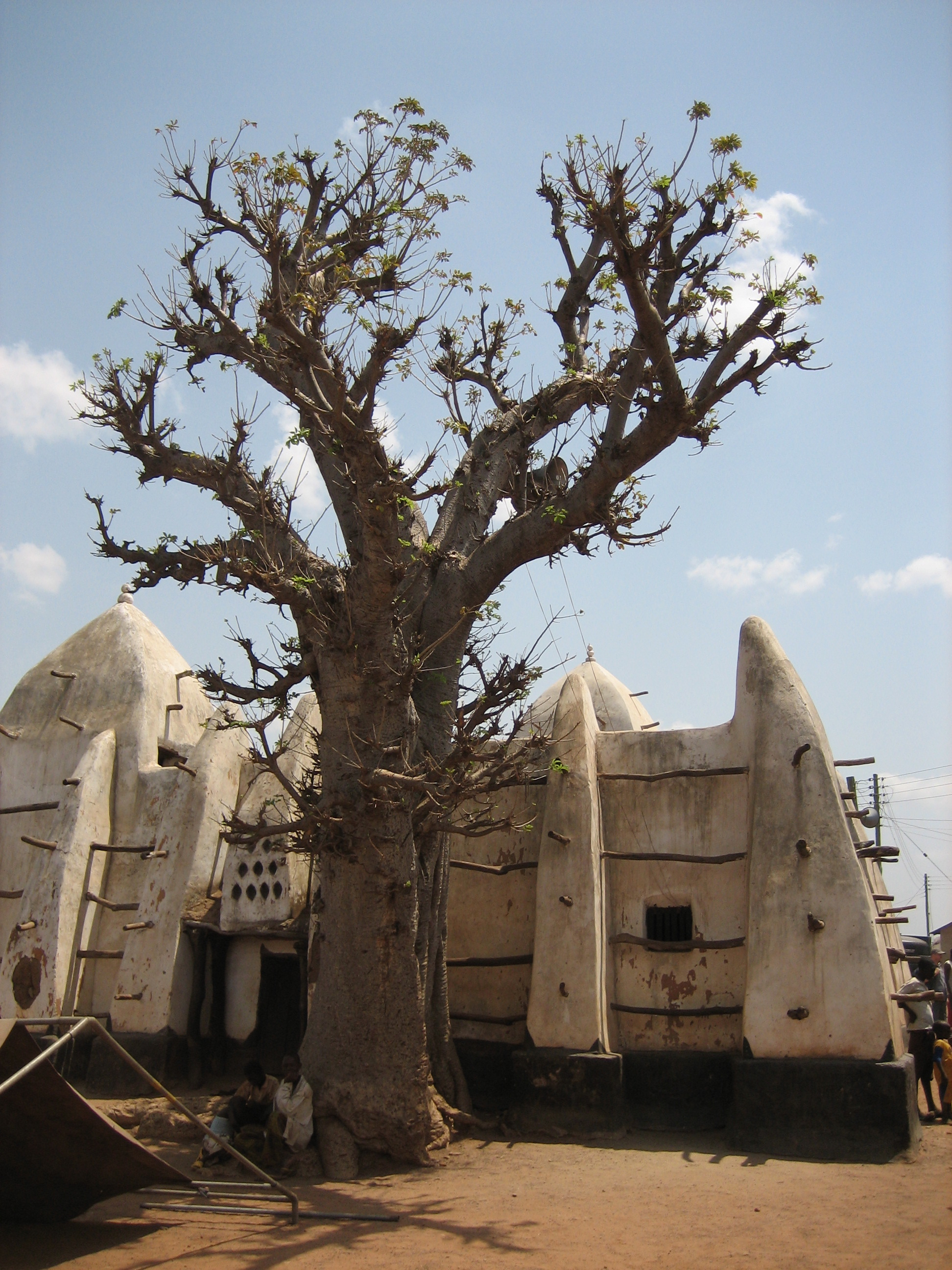
Mezquita de Larabanga, perfil

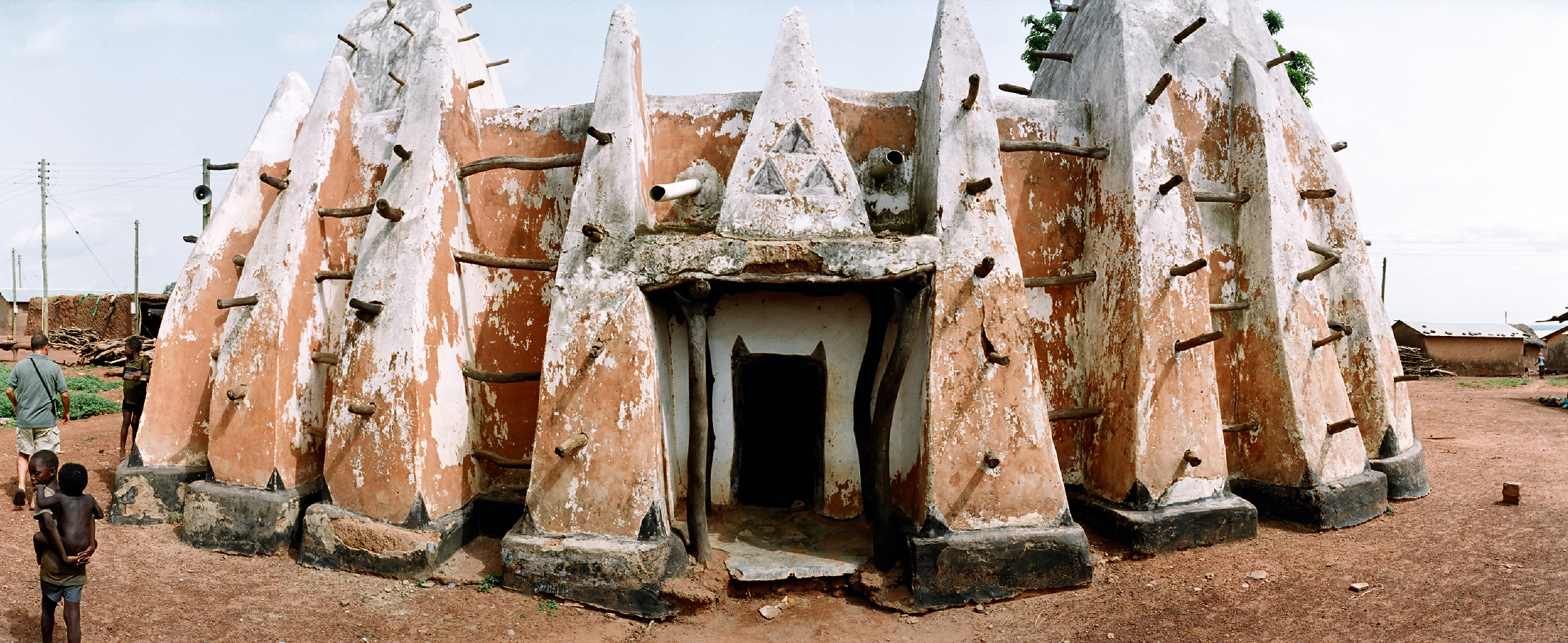
Mezquita de Larabanga, frente

La Mezquita Larabanga es una mezquita histórica del tipo arquitectónico “Sudanés”, se ubica en el pueblo de Larabanga, en Ghana. Aunque existe incertidumbre acerca de su antigüedad , se cree que es uno de los lugares más venerados del islamismo en Ghana.
En 2002, ocupó un lugar dentro de la Revisión Mundial para los Monumentos de 2002 realizada por el Fondo Mundial para Monumentos. Debido a que sufrió varios daños tras una inadecuada restauración en la década del 70. Según el Fondo, uno de los alminares colapsó en 2000 durante una tormenta . La compañía de servicios financieros American Express aportó 50.000 dólares para restaurar la mezquita a través del Fondo Mundial de Monumentos. Los fondos se dedicaron a calcular el estado de la conservación del sitio, y la financiación de un equipo de artesanos locales y mano de obra con conocimientos de mantenimiento en alfarería para la restauración de dicho monumento.